# Ryukyuroodborst
De ryukyuroodborst (Larvivora komadori synoniem: Erithacus komadori) is een zangvogel uit de familie Muscicapidae (vliegenvangers). Het is een voor uitsterven gevoelige endemische vogelsoort van de  Riukiu-eilanden.

## Kenmerken
De vogel is 14 cm lang en heeft het postuur en gedrag van een roodborst. Het mannetje is fraai roodbruin van boven en heeft een zwart "gezicht" en zwarte borst en daaronder wit met een vaag grijs schubbenpatroon en op de flanken zwarte vlekken. De snavel is zwart, de poten zijn vuil roze. Het vrouwtje is doffer roodbruin van boven en mist het zwart op de kop en borst en is daar vuilwit. De ondersoort L. k. namiyei mist de zwarte vlekken op de flanken en is grijs op de buik.

## Taxonomie
Deze soort werd in 1835 door Coenraad Jacob Temminck als Syliva komadori beschreven.

## Verspreiding en leefgebied
Deze soort komt voor op de eilanden ten zuiden van Japan en telt twee ondersoorten:
- L. k. komadori: noordelijke Riukiu-eilanden.
- L. k. namiyei: Okinawa.

Het leefgebied bestaat uit vochtig loofhout in de buurt van stromend water, waarin de vogels verblijven in de ondergroei in heuvelland tussen de 100 en 600 m boven zeeniveau. 's Winters trekken de vogels naar zuidelijker gelegen eilanden.

## Status
De ryukyuroodborst heeft een beperkt verspreidingsgebied en daardoor is de kans op uitsterven aanwezig. De grootte van de populatie werd in 2003 geschat op 80 tot 90 duizend individuen en de populatie-aantallen nemen af door habitatverlies. Het leefgebied wordt aangetast door ontbossing en op Okinawa ook door ingevoerde mangoesten. Om deze redenen staat deze soort als gevoelig op de Rode Lijst van de IUCN.